# Episodi di Chicago P.D. (undicesima stagione)
L'undicesima stagione della serie televisiva Chicago P.D. composta da 13 episodi, viene trasmessa in prima visione negli Stati Uniti d'America da NBC dal 17 gennaio al 22 maggio 2024.
In Italia la stagione è trasmessa su Sky Serie dal 2 aprile al 25 giugno 2024, mentre in chiaro su Italia 1 dal 15 luglio al 26 agosto successivi. 
| nº | Titolo originale        | Titolo italiano         | Prima TV USA     | Prima TV Italia |
| -- | ----------------------- | ----------------------- | ---------------- | --------------- |
| 1  | Unpacking               | Voltare pagina          | 17 gennaio 2024  | 2 aprile 2024   |
| 2  | Retread                 | Ricostruire             | 24 gennaio 2024  | 9 aprile 2024   |
| 3  | Safe Harbor             | Un porto sicuro         | 31 gennaio 2024  | 16 aprile 2024  |
| 4  | Escape                  | Fuga                    | 7 febbraio 2024  | 23 aprile 2024  |
| 5  | Split Second            | Una frazione di secondo | 21 febbraio 2024 | 30 aprile 2024  |
| 6  | Survival                | Sopravvivenza           | 28 febbraio 2024 | 7 maggio 2024   |
| 7  | The Living and The Dead | I vivi e i morti        | 20 marzo 2024    | 14 maggio 2024  |
| 8  | On Paper                | Sulla carta             | 27 marzo 2024    | 21 maggio 2024  |
| 9  | Somos Uno               | Siamo una sola persona  | 3 aprile 2024    | 28 maggio 2024  |
| 10 | Buried Pieces           | Segreti sepolti         | 1º maggio 2024   | 4 giugno 2024   |
| 11 | The Water Line          | Linea di galleggiamento | 8 maggio 2024    | 11 giugno 2024  |
| 12 | Inventory               | Inventario              | 14 maggio 2024   | 18 giugno 2024  |
| 13 | More                    | Ancora di più           | 22 maggio 2024   | 25 giugno 2024  |

## Voltare pagina
- Titolo originale: Unpacking
- Diretto da: Chad Saxton
- Scritto da: Gwen Sigan

### Trama
Upton si rende conto che il suo modo di vedere la polizia e in contrasto con il medico che gestisce la salute mentale. Voight la sostiene.

## Ricostruire
- Titolo originale: Retread
- Diretto da: Lisa Robinson
- Scritto da: Gavin Harris

### Trama
Ruzek si trova trascinato in un indagine dopo che una rapina in una partita di poker notturna lo coinvolge.

## Un porto sicuro
- Titolo originale: Safe Harbor
- Diretto da: Takashi Doscher
- Scritto da: Scott Gold

### Trama
Burgess che fa dei turni nel Distretto 13 e testimone di una sparatoria fra i rifugiati. Con i suoi colleghi dovrà scoprire quale è stato il vero motivo dell'attacco.

## Fuga
- Titolo originale: Escape
- Diretto da: Chad Saxton
- Scritto da: David Rambo

### Trama
Appena tornato dal suo congedo, Torres si infiltra per un indagine di traffico di droga molto pericolosa.

## Una frazione di secondo
- Titolo originale: Split Second
- Diretto da: Eric Laneuville
- Scritto da: Tiffany Bratcher

### Trama
Atwater si fa aiutare da una persona da lui vicina dopo essere stato testimone di rapine in diverse gioiellerie per superare una situazione dove potrebbe perdere fiducia in se stesso.

## Sopravvivenza
- Titolo originale: Survival
- Diretto da: Victor Macias
- Scritto da: Matthew Browne

### Trama
Chapman e servizi secreti si uniscono per risolvere il caso di un adolescente rapito. L'indagine coinvolge emotivamente Voight.

## I vivi e i morti
- Titolo originale: The Living and The Dead
- Diretto da: Chad Saxton
- Scritto da: Gwen Sigan

### Trama
Un indagine fa riemergere sentimenti sepolti a Voight mentre la squadra collabora con il detective Petrovic per rintracciare un serial killer.

## Sulla carta
- Titolo originale: On Paper
- Diretto da: Nicole Rubio
- Scritto da: Jeffrey M. Lee

### Trama
Upton chiede al detective Petrovic di aiutare la squadra a risolvere il caso del rapimento di una bambina neonata.

## Siamo una sola persona
- Titolo originale: Somos Uno
- Diretto da: Chad Saxton
- Scritto da: Gavin Harris

### Trama
Torres si ritrova in una situazione difficile con il suo informatore che lo mette sotto pressione e rischia di far svelare la sua vera identità.

## Segreti sepolti
- Titolo originale: Buried Pieces
- Diretto da: Brenna Malloy
- Scritto da: Gwen Sigan

### Trama
Upton a capo della squadra si occupa di un caso irrisolto quando una bambina si presenta al distretto per chiedere aiuto. Petrovic li aiuta essendo stata parte della squadra che aveva investigato anni prima.
In questo episodio non appare il sergente Voight.

## Linea di galleggiamento
- Titolo originale: The Water Line
- Diretto da: Gia-Rayne Harris
- Scritto da: Scott Gold

### Trama
Il senso di colpa di Atwater influisce negativamente sul suo lavoro mentre la squadra indaga su un caso di violente rapine. Un suo vecchio informatore diventa estremamente vicino al caso.

## Inventario
- Titolo originale: Inventory
- Diretto da: Jesse Lee Soffer
- Scritto da: Gavin Harris e Gwen Sigan

### Trama
La squadra fa un passo avanti per risolvere il caso del serial killer. Voight scopre che potrebbe essere un poliziotto. Upton chiede a Petrovic di aiutarla a risolvere il caso dopo che ha finito la sua riabilitazione.

## Ancora di più
- Titolo originale: More
- Diretto da: Chad Saxton
- Scritto da: Gwen Sigan

### Trama
Upton e la squadra si imbattono in una sfida col tempo dopo che Voight e stato rapito dal serial killer. Voight si impegna a sopravvivere per lasciare del tempo alla sua squadra di trovarlo prima che Frank Matson, il poliziotto serial killer riesca nel suo intento.
Questo e l'ultimo episodio in cui appare Hailey Upton.